# 2000 Maniaques
Pour plus de détails, voir Fiche technique et Distribution.
2000 Maniaques ou 2000 Maniacs (Two Thousand Maniacs!) est un film d'horreur gore américain réalisé par Herschell Gordon Lewis, sorti en 1964.
C'est le deuxième opus de la Blood Trilogy (avec Blood Feast et Color Me Blood Red)

## Synopsis
La petite ville de Pleasant Valley célèbre le centième anniversaire du jour où les troupes nordistes l'ont dévastée. Six touristes « yankees » sont les invités d'honneur de ces festivités mais ils se retrouvent vite séparés de force et otages de jeux cruels qui les mèneront vers une mort longue et abominable.

## Fiche technique
- Titre original : Two Thousand Maniacs!
- Titre francophone : 2000 Maniaques
- Réalisation : Herschell Gordon Lewis
- Scénario : Herschell Gordon Lewis
- Production : David F. Friedman
- Musique : Larry Wellington
- Montage : Robert L. Sinise
- Distribution : Box Office Spectaculars
- Budget : 65,000 $ (estimation)
- Pays de production :  États-Unis
- Langue : Anglais
- Format : Couleur (Eastmancolor) - 35 mm - Mono
- Genre : Horreur/Épouvante
- Durée : 83 min environ
- Dates de sortie : 
  - États-Unis : 20 mars 1964
  - France : frappé d'interdiction totale en 1967[1]

## Distribution
- William Kerwin : Tom White
- Connie Mason : Terry Adams
- Jeffrey Allen : Mayor Buckman
- Ben Moore : Lester
- Gary Bakeman : Rufe
- Jerome Eden : John Miller
- Shelby Livingston : Bea Miller
- Michael Korb : David Wells
- Yvonne Gilbert : Beverly Wells
- Mark Douglas : Harper
- Linda Cochran : Betsy
- Vincent Santo : Billy
- Andy Wilson : Le policier

## Production

### Tournage
- Le film a été tourné en 14 jours[2].

## Bande originale
- Rebel Yell (The South's Gonna Rise Again) par Herschell Gordon Lewis.
- Roll in My Sweet Baby's Arms (en) par The Pleasant Valley Boys.
- Old Joe Clark (en) par The Pleasant Valley Boys.
- Dixie par The Pleasant Valley Boys.

## Autour du film
- 2000 Maniaques a la réputation d'être un film mal réalisé mais bénéficie du statut de film culte du fait, peut-être, de son extrême violence. Un remake a été réalisé en 2005 sous le titre 2001 Maniacs.
- 2000 Maniaques est le deuxième film gore à proprement parler de l'histoire du cinéma (le premier étant Blood Feast (ou Orgie sanglante) sorti en 1963[3]).

## Novélisation
- Hershell Gordon Lewis [sic], 2000 Maniacs, Fleuve Noir, coll. « Gore » n° 13, 1985, 153 p., couverture de Dugévoy  (ISBN 2-265-03155-0).